# بایگوژینو
بایگوژینو (انگلیسی: Bayguzhino) یک شهرک در شهرستان زیلایرسکی استان باشقیرستان کشور روسیه است.